# Беткайнар
Беткайнар (каз. Бетқайнар, до 199? г. — Успеновка) — аул в Кордайском районе Жамбылской области Казахстана. Административный центр Беткайнарского сельского округа. Находится в Чуйской долине Казахстана. Код КАТО — 314835100.

## Население
В 1999 году население аула составляло 4359 человек (2124 мужчины и 2235 женщин). По данным переписи 2009 года, в ауле проживали 4174 человека (2037 мужчин и 2137 женщин).